# 恵庭市工業団地
恵庭市工業団地（えにわしこうぎょうだんち）は、北海道恵庭市にある工業団地の総称。

## 概要
札幌市と新千歳空港のほぼ中間に位置しており、道央自動車道や国道36号の広域幹線道路が縦貫している。高速道路利用で苫小牧港まで約50分、小樽港まで約1時間の所要時間になっている。また、快速列車の停車駅になっている恵庭駅は、札幌駅まで約23分、新千歳空港駅まで約13分の所要時間になっている。企業進出に対して恵庭市・北海道による助成制度を設けている。下記の工業団地に加えて民間開発によるタクト恵庭流通団地、恵庭テクノパークエルムがある。2011年（平成23年）に既存5団地の市有地を完売しているため、恵庭市は新たな工業団地造成を計画している。
|          | 恵庭テクノパーク | 恵庭工業団地 | 戸磯軽工業団地                | 戸磯・恵南工業団地                           | 島松工業団地                  |
| -------- | ---------------- | ------------ | ----------------------------- | -------------------------------------------- | ----------------------------- |
| 分譲面積 | 89.1 ha          | 66.1 ha      | 4.6 ha                        | 130.8 ha                                     | 11.3 ha                       |
| 用途地域 | 工業専用地域     | 工業専用地域 | 工業地域（第1種特別工業地区） | 工業専用地域 準工業地域（第3種特別工業地区） | 工業地域（第1種特別工業地区） |
| 用水     | 上水道           | 上水道       | 上水道                        | 上水道                                       | 上水道                        |
| 下水道   | 公共下水道       | 公共下水道   | 公共下水道                    | 公共下水道                                   | 公共下水道                    |
| 電力     | 高圧線6.6kV      | 高圧線6.6kV  | 高圧線6.6kV                   | 高圧線6.6kV                                  | 高圧線6.6kV                   |
| 通信     | 光通信・ADSL     | 光通信・ADSL | 光通信・ADSL                  | 光通信・ADSL                                 | 光通信・ADSL                  |

## 沿革
- 1961年（昭和36年）：戸磯で森永乳業札幌工場操業開始（2013年閉鎖）[9]。
- 1962年（昭和37年）：戸磯・恵南と柏木の2団地を工場適地に選定[10]。
- 1964年（昭和39年）：恵庭町（現在の恵庭市）を含む道央地域が「新産業都市」指定[10]。
- 1970年（昭和45年）：恵庭町が市制施行し、恵庭市になる[10]。
- 1988年（昭和63年）：恵庭リサーチ・ビジネスパーク設立[11]。日本国内初のの開発分譲型土地信託方式によって造成した恵庭テクノパーク分譲開始[12][13]。
- 1989年（平成元年）：恵庭市を含む地域が「道央テクノポリス地域」（テクノポリス）指定[14]。恵庭ニュータウン恵み野に恵庭リサーチ・ビジネスパークセンタービル完成[14]。

## 立地企業
恵庭テクノパーク
- シズナイロゴス
- サッポログループ物流
- 北燃商事
- ダイホク工業
- 三菱電機特機システム
- 北新金属工業
- キョーワ
- 国分
- 戸田工業
- ほくやく
- 北海道クボタ
- モロオ
- メテック
- 共和コンクリート工業
- 京都セミコンダクター
- サンマルコ食品
- オルソン
- 紀文食品
- トヨタL&F札幌
- やまぐち食品
- 健信
- 共同物流
- 共同商販
- 石川板金
- 石川金属工業
- レンゴー
- エフビーエス
- 森産業
- 全日食チェーン全日本食品
- エム・エス・ケー農業機械
- 道央農業協同組合（JA道央）
- 北海道農業企業化研究所
- クレトイシ
- 札幌牛乳運輸
- 北海道いすゞ自動車（国際興業グループ）
- サンエー工業
- NIPPO
- シャディ
- 恵庭環境保全事業協同組合
- 日本エア・リキード
- ほんま
- 明治

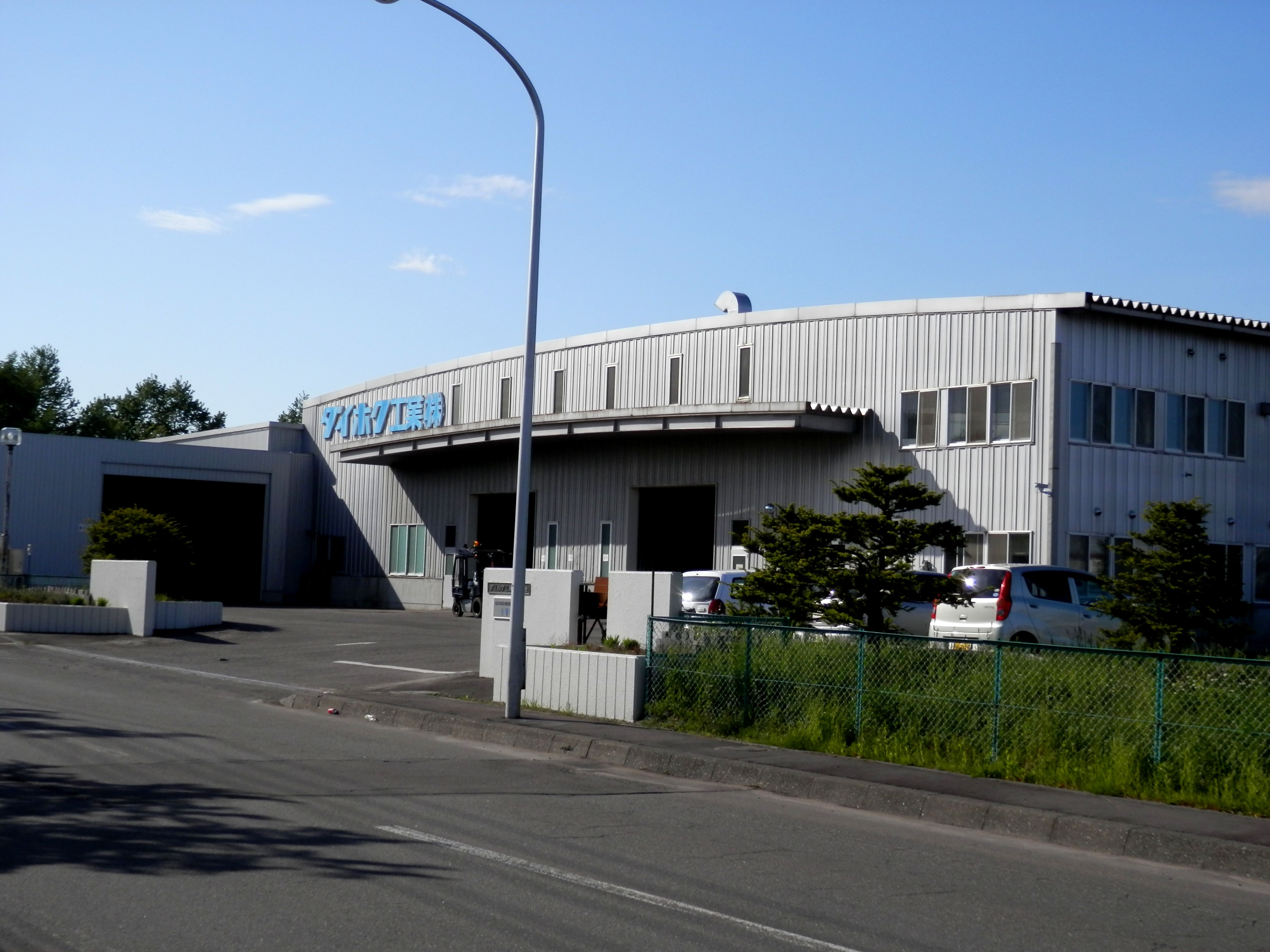
ダイホク工業（2013年6月）
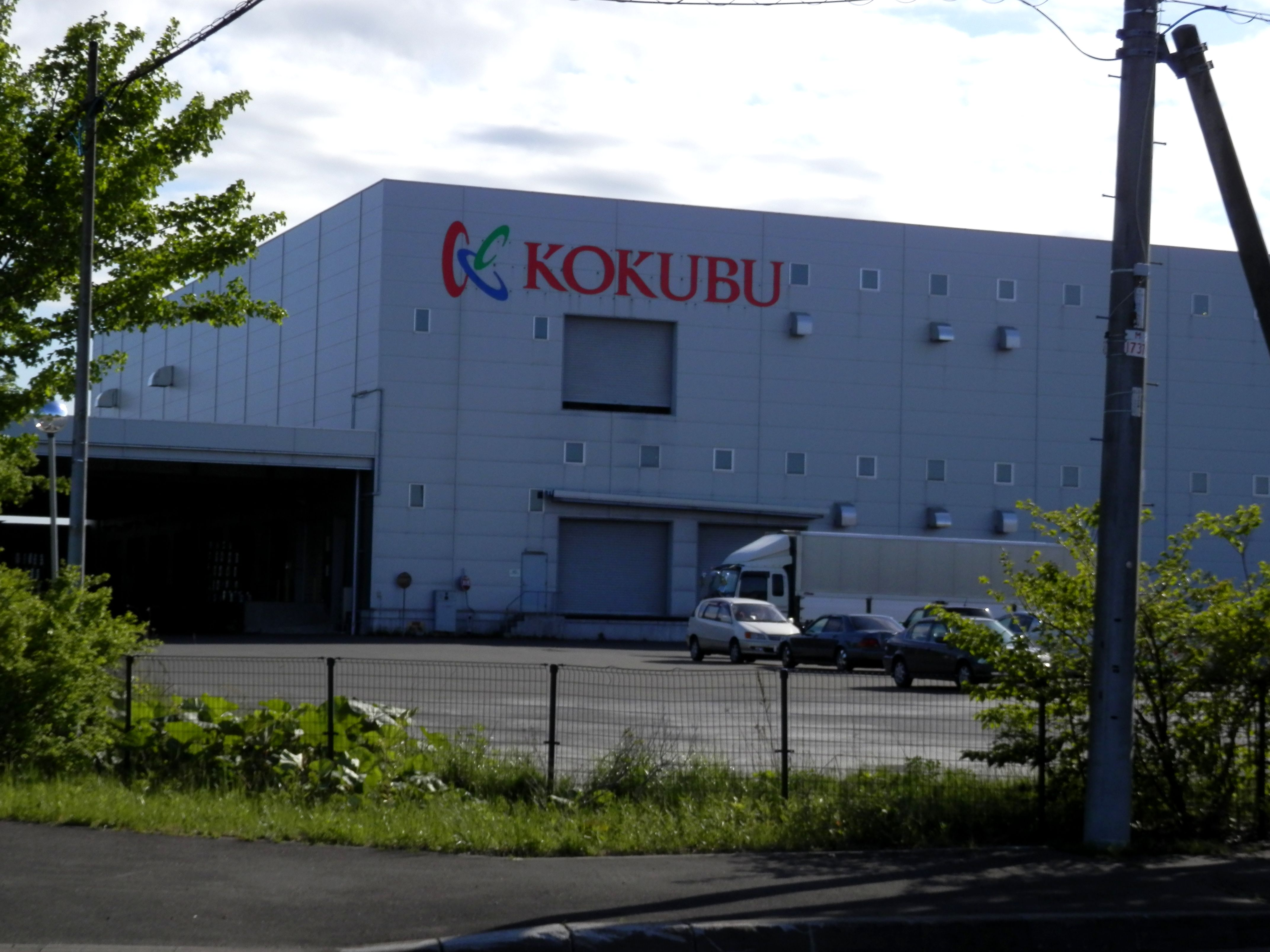
国分（2013年6月）
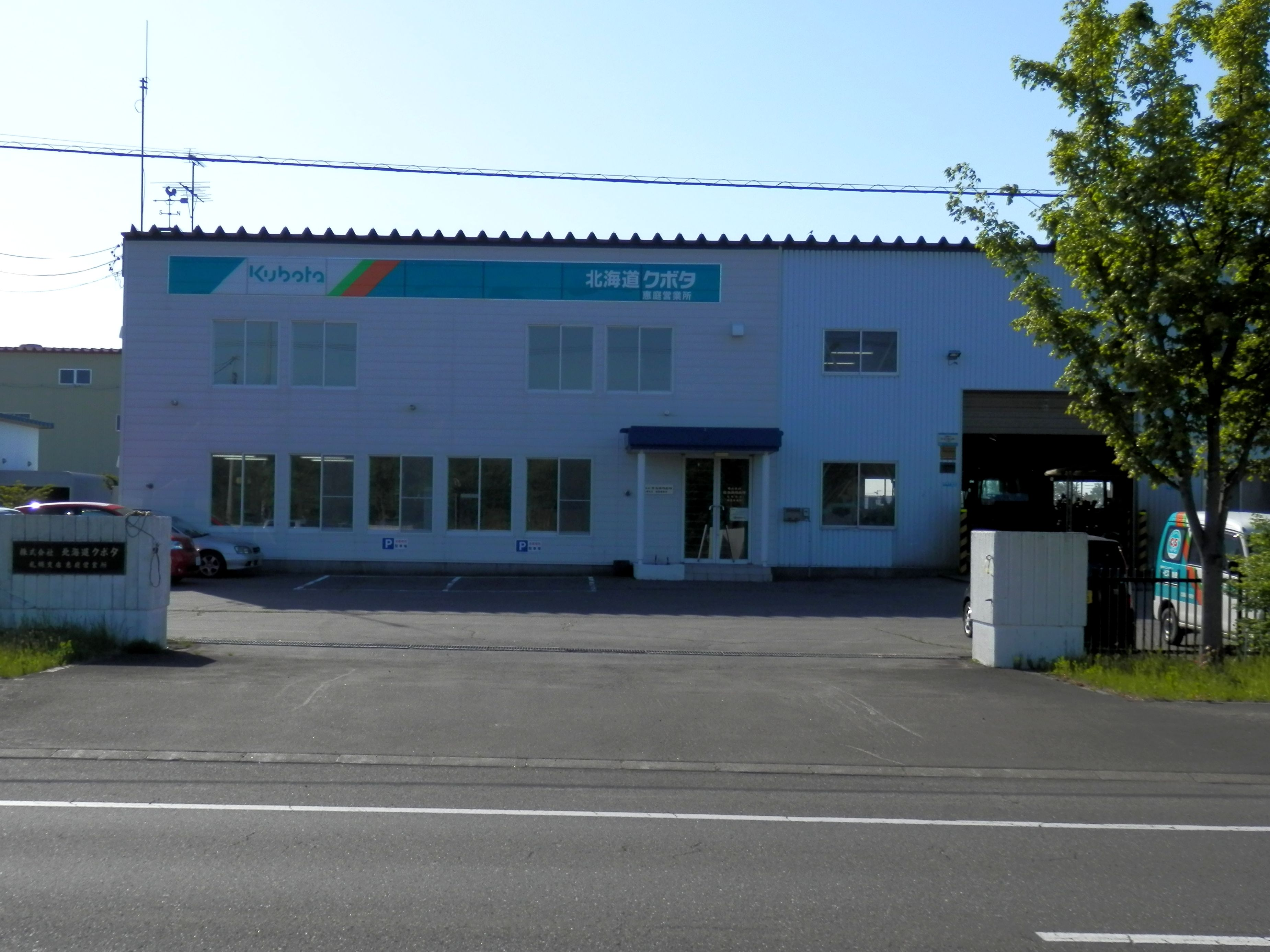
北海道クボタ（2013年6月）
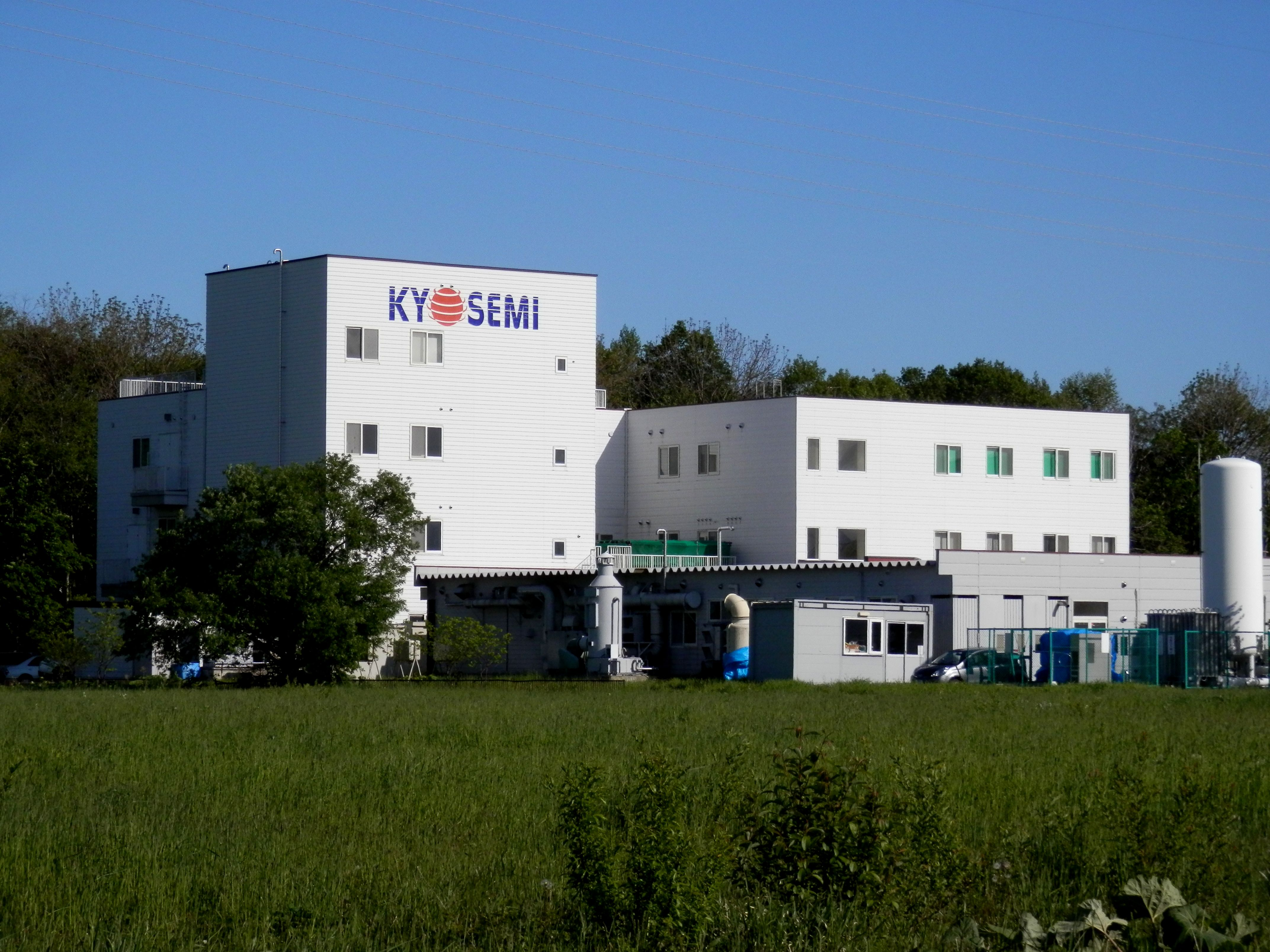
京都セミコンダクター（2013年6月）
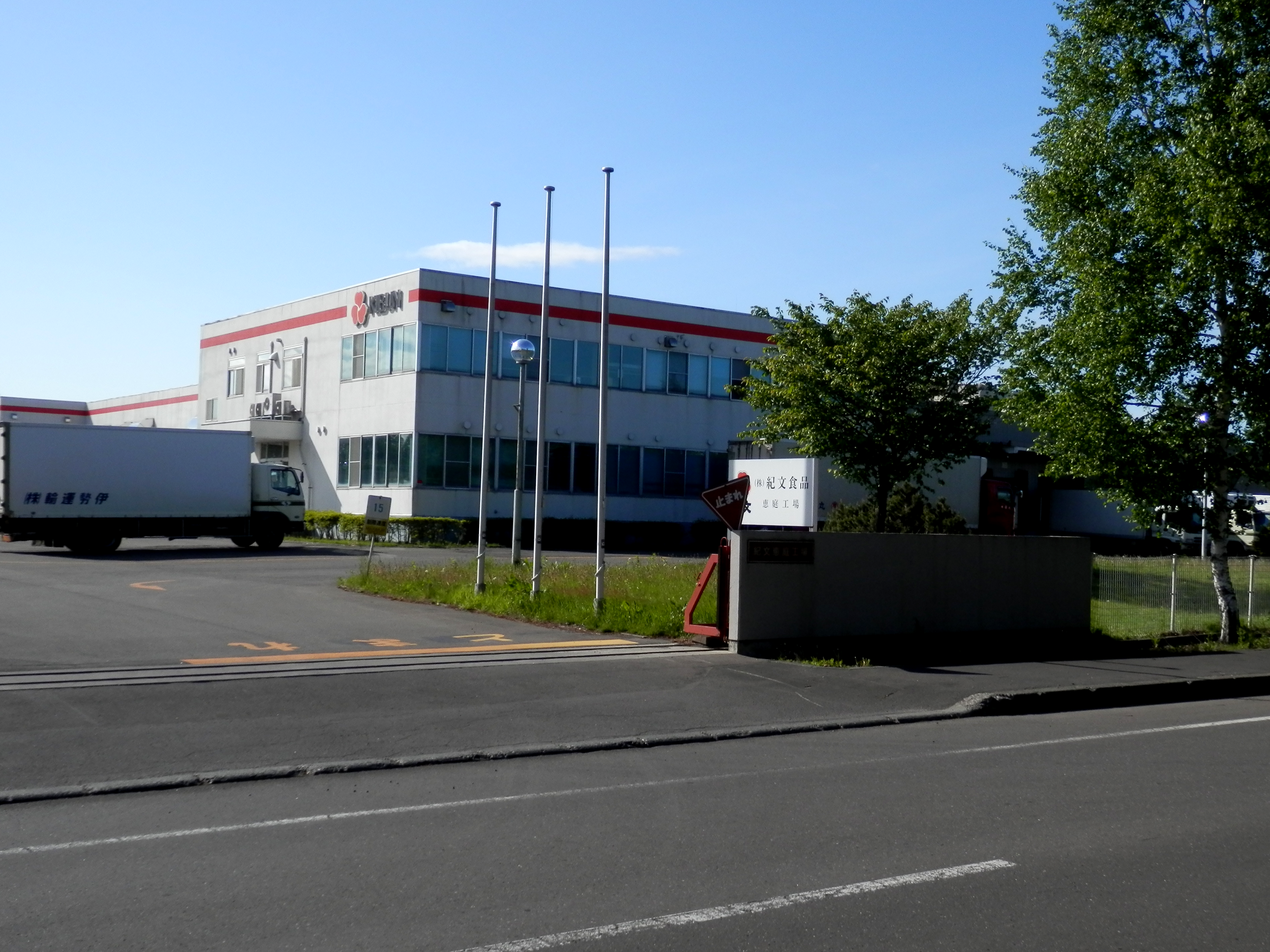
紀文食品（2013年6月）
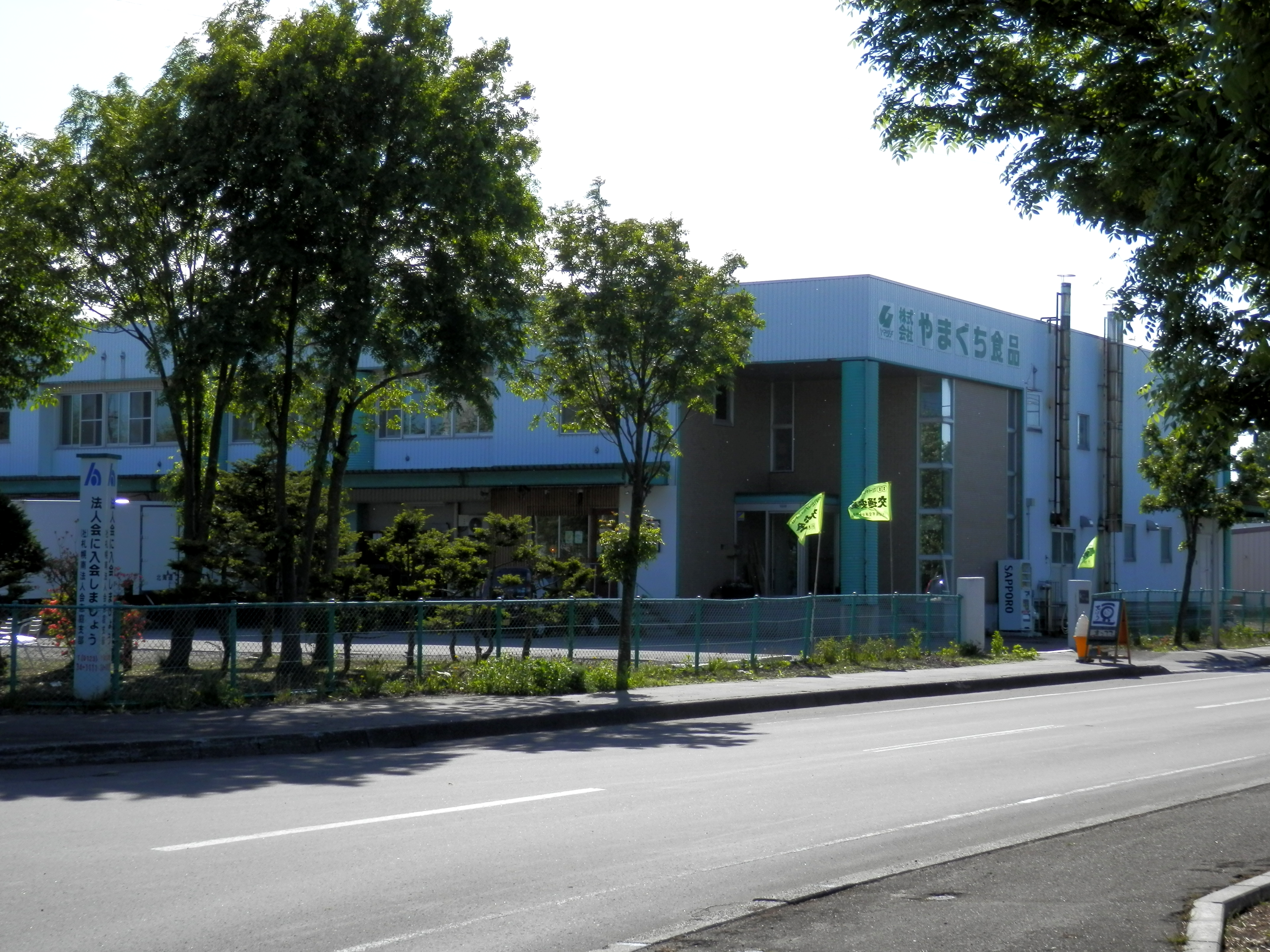
やまぐち食品（2013年6月）
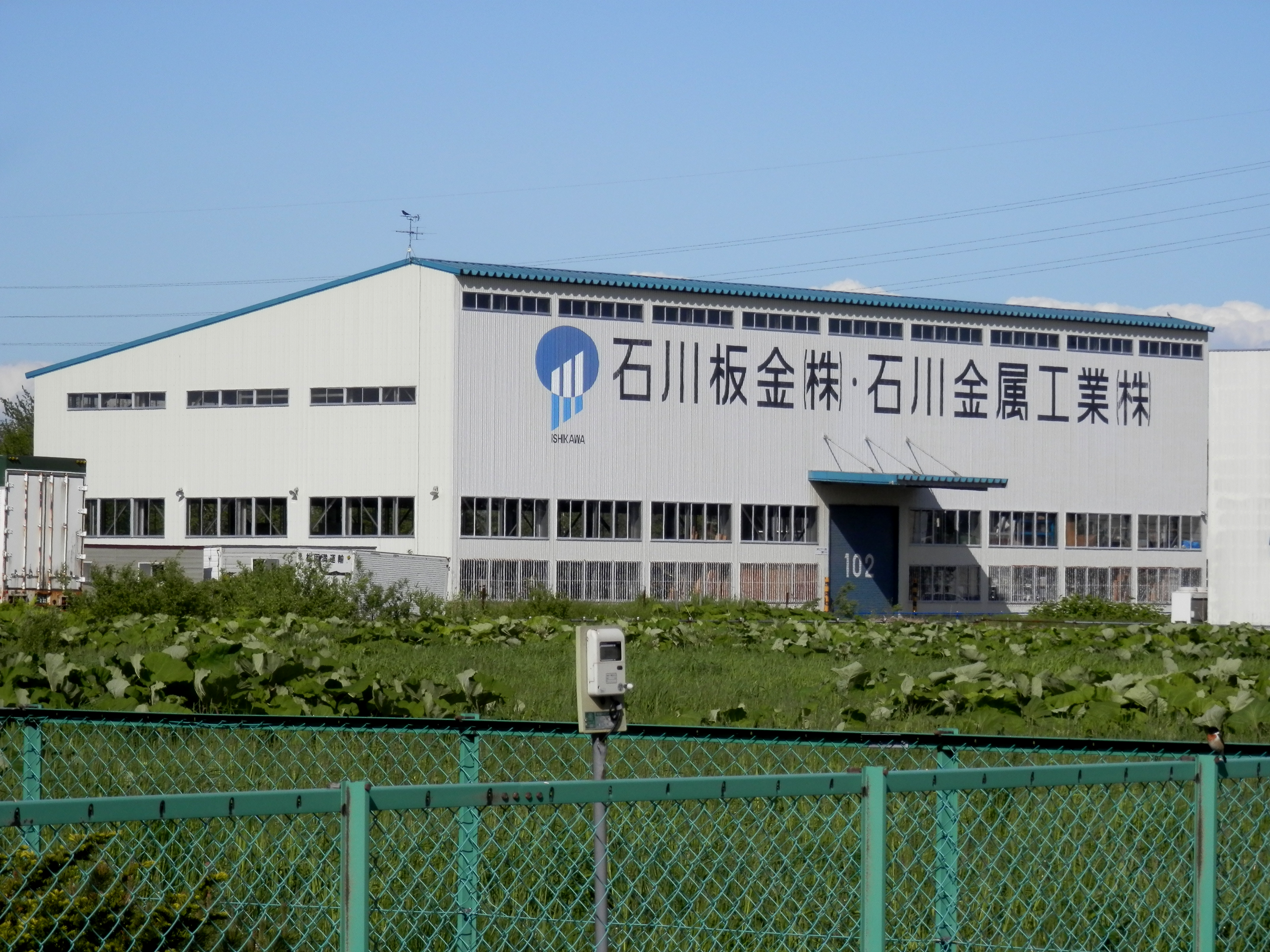
石川板金・石川金属工業（2013年6月）
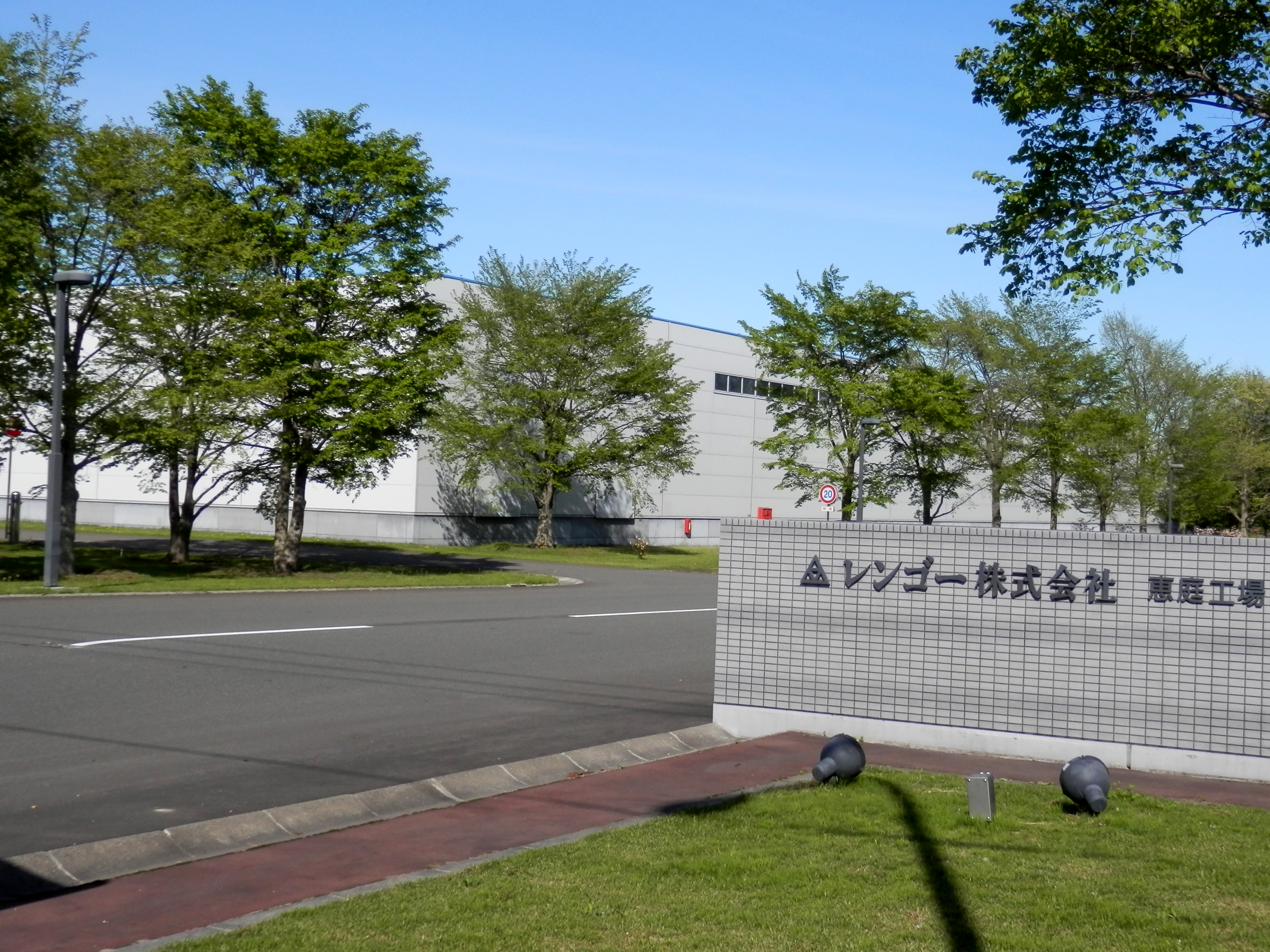
レンゴー（2013年6月）
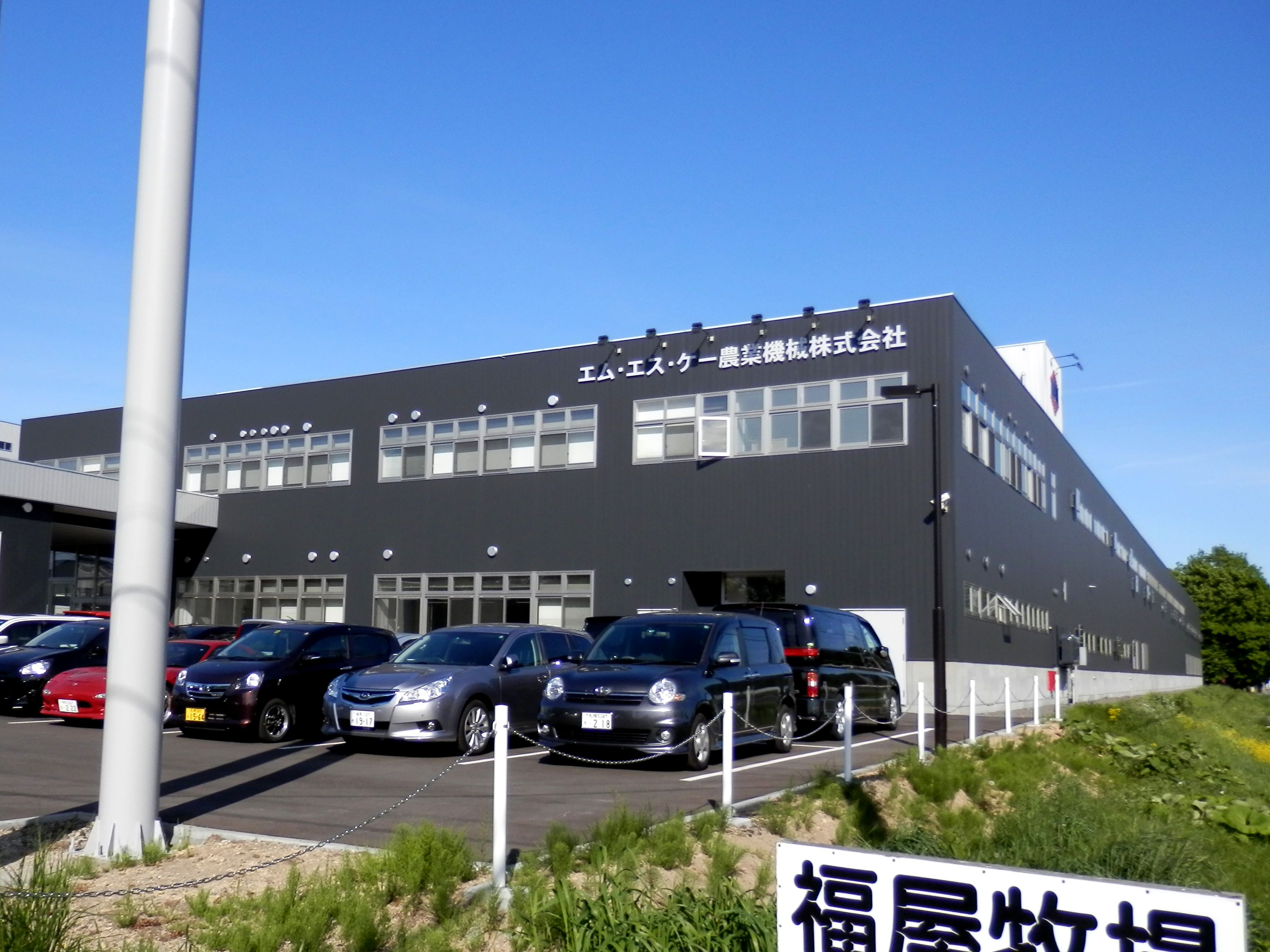
エム・エス・ケー農業機械（2013年6月）
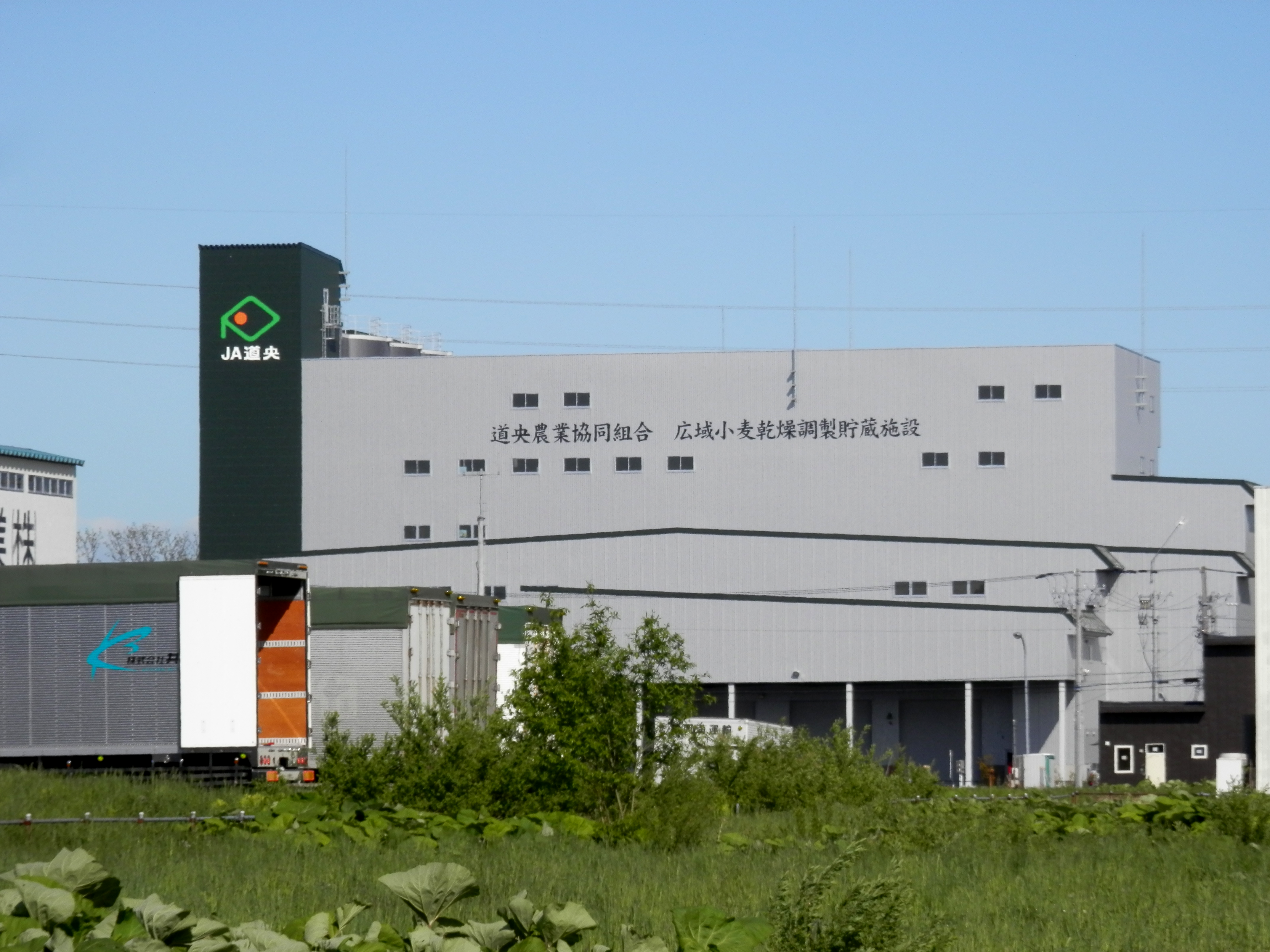
道央農業協同組合 広域小麦乾燥調製貯蔵施設（2013年6月）

恵庭工業団地
- 堀川
- ヒナタフーズ
- ISEKI Japan北海道カンパニー（旧・ヰセキ北海道）
- 北海道シントー
- 恵庭アサノコンクリート
- トヨタカローラ札幌
- テーオー運輸
- 北海道通運
- 石黒鋳物製作所
- 三和シヤッター工業
- 合同容器
- 住商鋼管
- ニチレキ
- 北榮興業
- 日立建機日本
- コーンズエージー
- システムハウスR&C
- 北海ダイプラ
- デリシャス
- アレフ
- 太平洋建設工業
- カナモト
- 北陽紙工
- 伊藤組土建
- クリーン化学工業
- 北海道衛生工業
- 渥美工業

戸磯軽工業工業団地
- 日生バイオ
- まるは製麺所
- 千代田運輸
- 札幌牛乳運輸
- 中里建設運輸
- 千歳交通
- 岡田建具製作所
- 拓恵

戸磯・恵南工業団地
- サッポロビール
- 北海道電力
- ダイホク工業
- アース
- エルム設備
- 共成レンテム
- 室蘭海陸通運
- 三英社製作所
- 北ガスジェネックス
- ダイワ整備機工
- 三ツ輪運輸
- ゴールドパック
- トーウンサービス
- クローバー電子工業
- エイチ・アール・オー
- よねざわ工業
- 北海道エアメール
- 戸田運輸
- 北海道森永乳業販売
- とんでん（登記上の本店）
- ロバパン（フジパングループ）
- 合同酒精
- 北海道合通
- 山崎製パン
- 北海道カネライト
- SBS東芝ロジスティクス
- 東芝電波プロダクツ
- 武田和
- 北海道吉野石膏

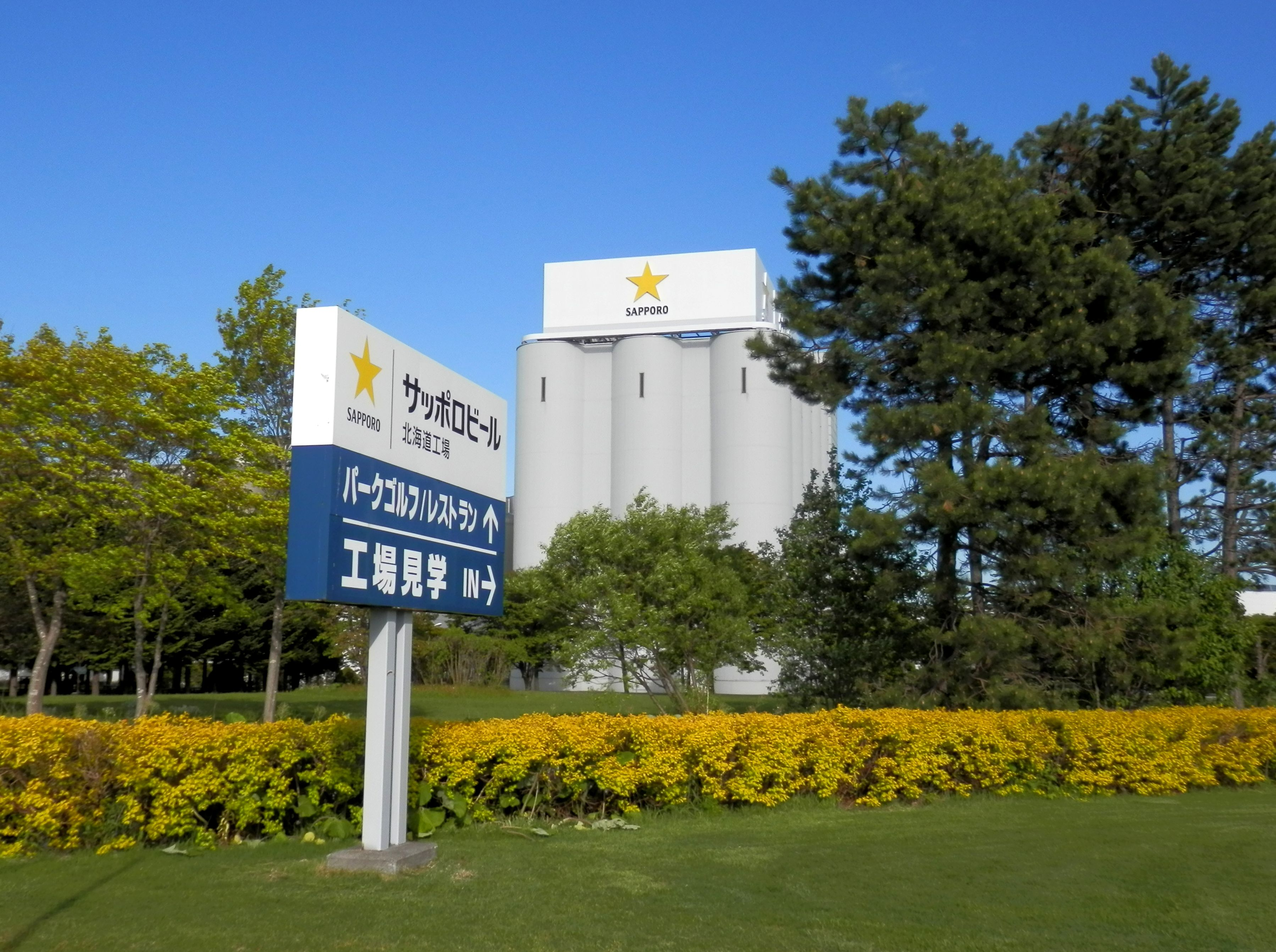
サッポロビール（2013年6月）
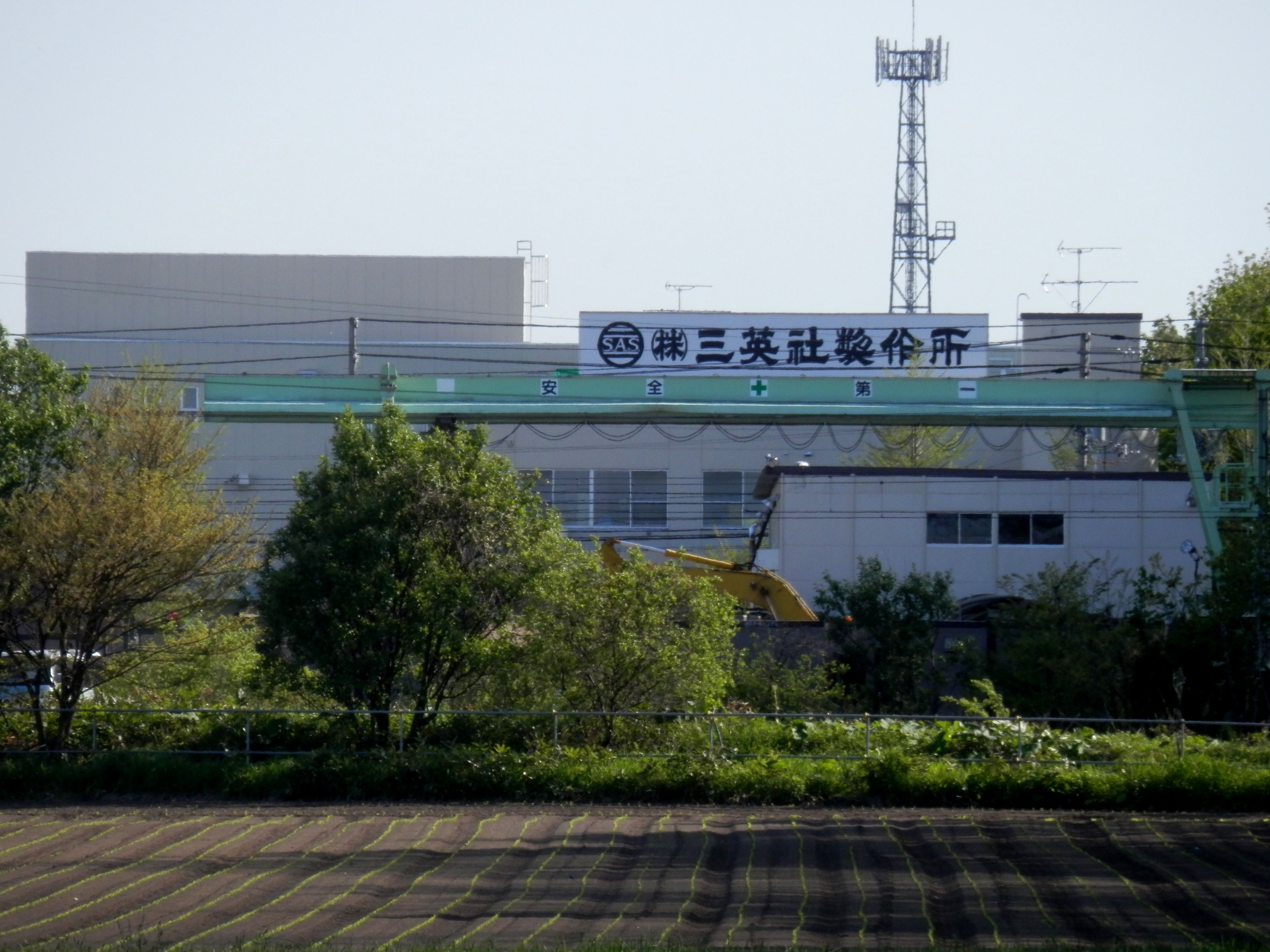
三英社製作所（2013年6月）
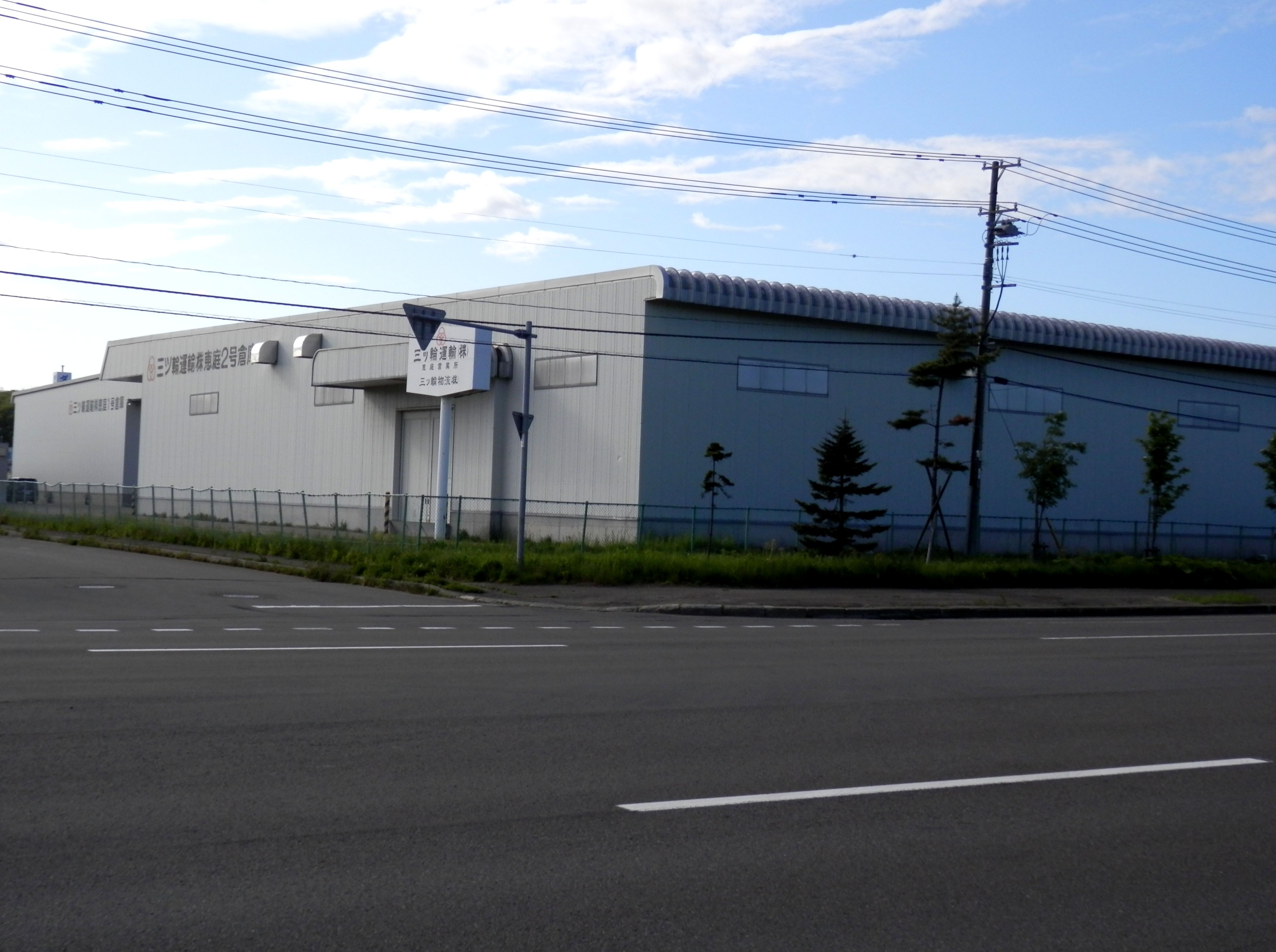
三ツ輪運輸（2013年6月）
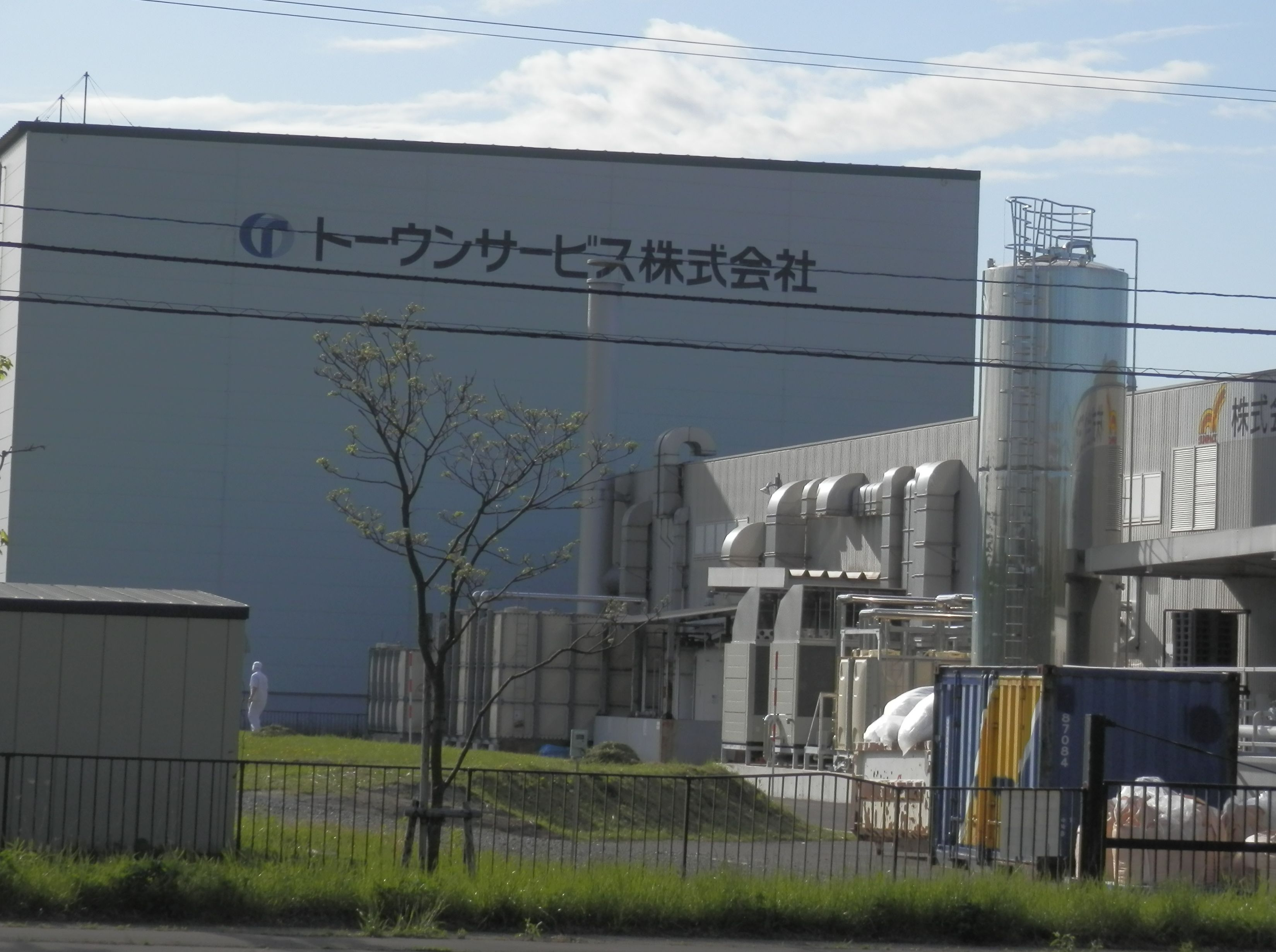
トーウンサービス（2013年6月）
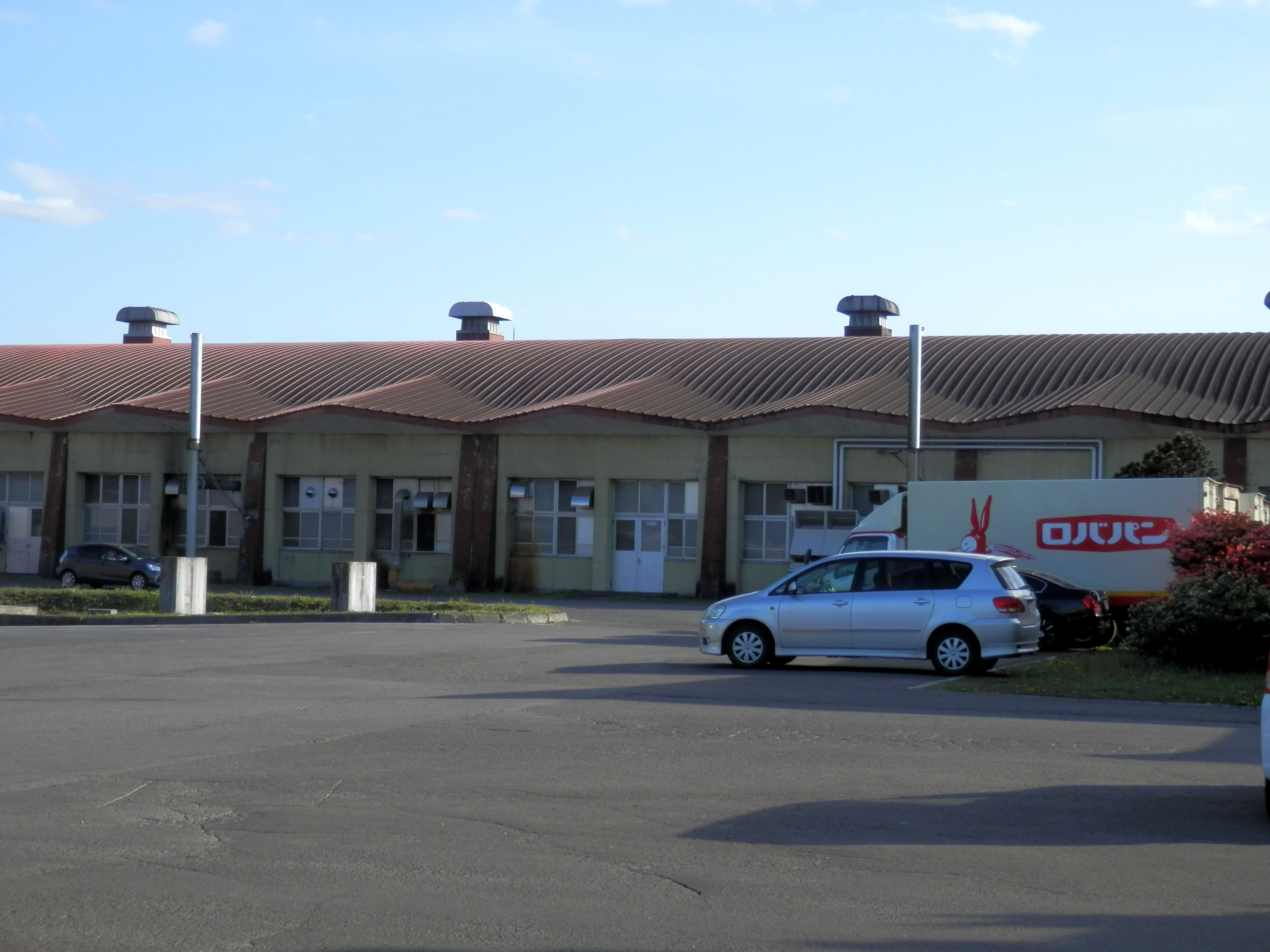
ロバパン（2013年6月）
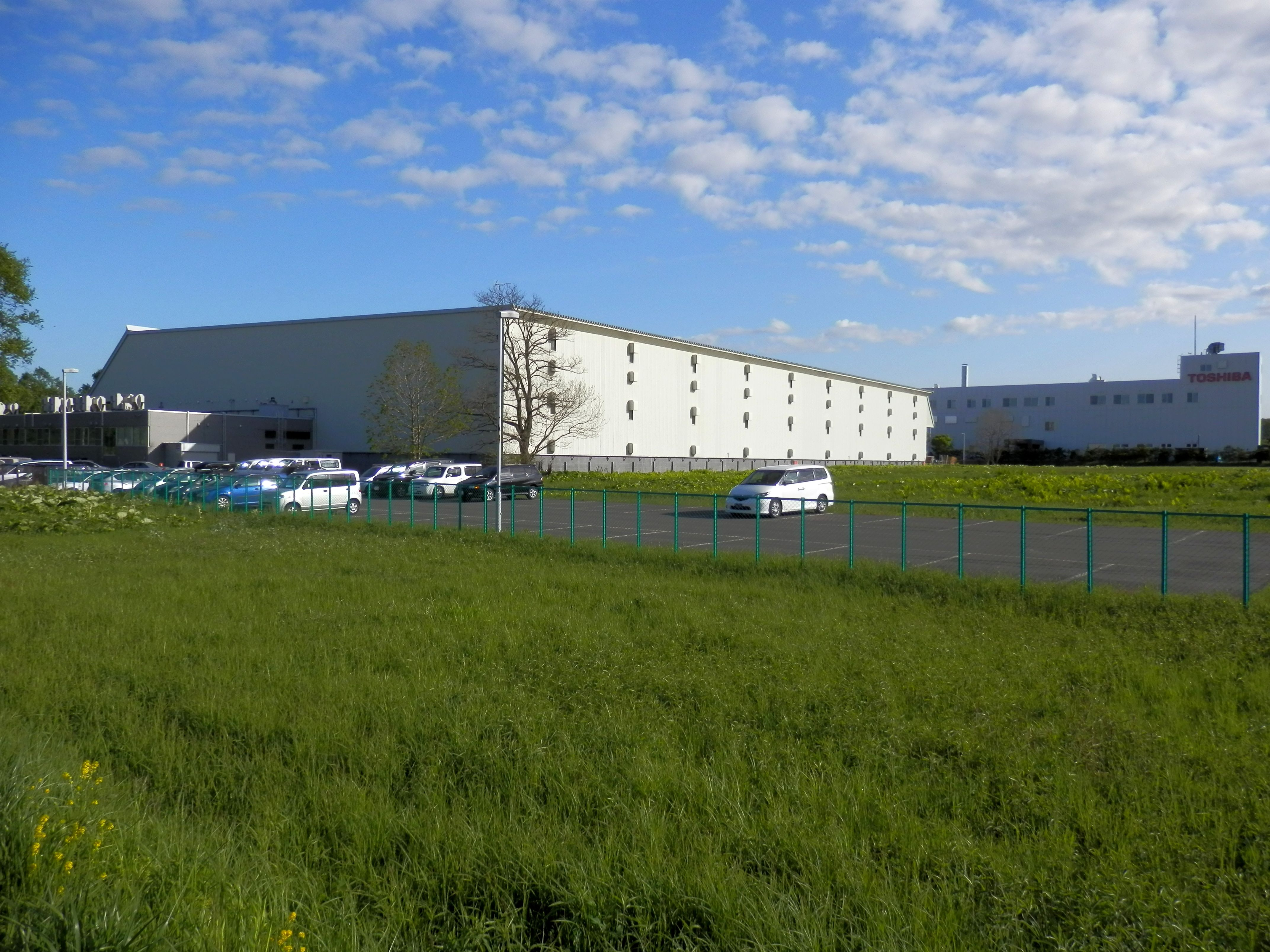
東芝ロジスティクス・東芝電波プロダクツ（2013年6月）
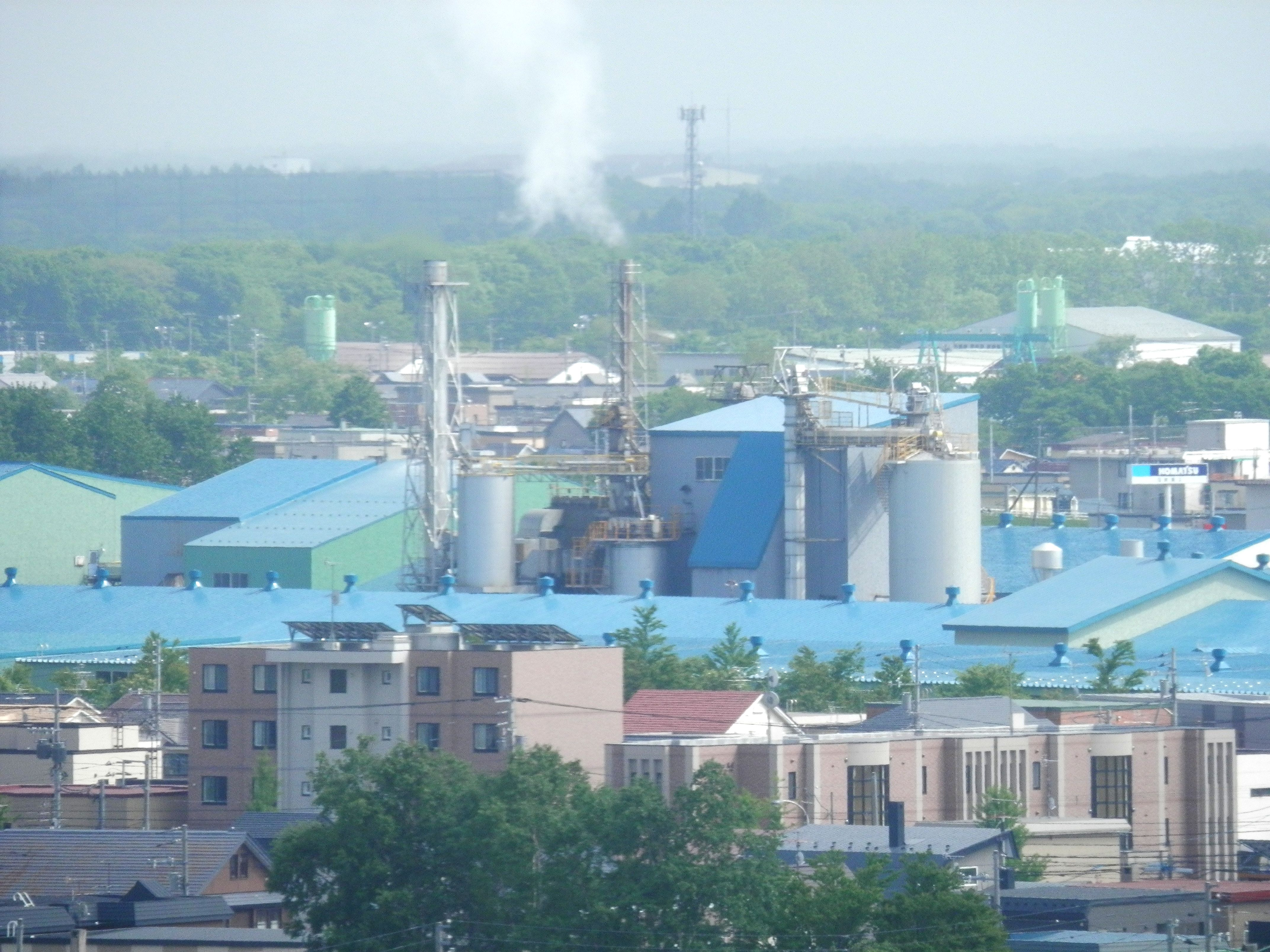
北海道吉野石膏（2013年6月）

島松工業団地
- 寿運輸
- 北海道北三
- トランシス
- 北広島輸送
- 千葉北エンタープライズ
- 明日萌観光バス
- ニレミックス
- 石上車輌
- 森田倉庫

## 交通
空港
- 新千歳空港（24時間運用[15]）

港湾
- 苫小牧港（中核国際港湾・国際拠点港湾）
- 石狩湾新港（重点港湾）
- 小樽港（重要港湾）

鉄道
- 日本貨物鉄道（JR貨物）北海道支社
  - 札幌貨物ターミナル駅
- 北海道旅客鉄道（JR北海道）
  - ■千歳線：島松駅 - 恵み野駅 - 恵庭駅 - サッポロビール庭園駅

高速道路
- 道央自動車道（北海道縦貫自動車道）：恵庭IC - 千歳恵庭JCT

一般国道
- 国道36号（恵庭バイパス）

主要道道
- 北海道道45号恵庭栗山線
- 北海道道46号江別恵庭線
- 北海道道117号恵庭岳公園線

## 参考資料
- “恵庭市の沿革” (PDF). 平成28年恵庭市統計書.  恵庭市. 2016年10月19日閲覧。